# John Onaiyekan
John Olorunfemi Onaiyekan (sinh 1944) là một Hồng y người Nigeria của Giáo hội Công giáo Rôma. Ông từng đảm trách vai trò Tổng giám mục đô thành Tổng giáo phận Abuja trong 25 năm, từ năm 1994 đến năm 2019. Ông hiện là Hồng y Đẳng Linh mục Nhà thờ San Saturnino.
Trước và song song với chức Tổng giám mục Abuja, ông cũng từng đảm nhận nhiều vai trò khác trong các giáo phận cũng như các Hội đồng Giám mục địa phương như: Giám mục Phụ tá Giáo phận Ilorin (1982-1984), Giám mục chính tòa Giáo phận Ilorin (1984-1990), Giám quản Tông Tòa Ilorin, Giám mục Phó Giáo phận Abuja (1990-1992) sau đó trở thành Giám mục chính tòa Giáo phận này (1992-1994). Giáo phận Abuja sau đó trở thành Tổng giáo phận đô thành, Giám mục Onaiyekan được chọn làm Tổng giám mục đô thành Tiên khởi. Trong khoảng thời gian từ năm 2013 đến năm 2018, ông kiêm nhiệm chức Giám quản Tông Tòa Giáo phận Ahiara; Tại các Hội đồng Giám mục địa phương cũng như khu vực, ông từng đảm trách nhiệm vụ quan trọng như: Chủ tịch Hội đồng Giám mục Nigeria (2000-2006), Chủ tịch Liên Hội đồng Giám mục các Quốc giá sử dụng Anh ngữ Tây Phi (2001-2009) và Chủ tịch Hội đồng Giám mục Phi Châu và Madagasca (2003-2007).

## Tiểu sử
Hồng y John Olorunfemi Onaiyekan sinh ngày 29 tháng 1 năm 1944, tại Kabba, thuộc Giáo phận Lokoja, Nigeria. Sau quá trình tu tập dài hạn theo các quy định của Giáo luật Công giáo, ngày 3 tháng 8 năm 1969, Phó tế Onayekan, 25 tuổi, tiến đến việc được truyền chức linh mục. Cử hành nghi thức truyền chức là Giám mục chính tòa Giáo phận Lokoja Auguste Delisle, C.S.Sp. Tân linh mục Onaiyekan cũng chính là thành viên linh mục đoàn Giáo phận này.
Sau hơn 12 năm thực hiện các công việc mục vụ trên cương vị và thẩm quyền của một linh mục, ngày 10 tháng 9 năm 1982, Tòa Thánh loan báo Giáo hoàng đã quyế định tuyển chọn linh mục John Olorunfemi Onaiyekan, 38 tuổi, gia nhập Giám mục đoàn Công giáo Hoàn vũ, với vai trò được bổ nhiệm là Giám mục Phụ tá Giáo phận Ilorin và danh hiệu Giám mục Hiệu tòa Thunusuda. Lễ tấn phong cho tân giám mục sau đó được tổ chức vào ngày 6 tháng 1 năm 1983 tại Vương cung Thánh đường Thánh Phêrô, với phần nghi thức truyền chức được cử hành cách trọng thể bởi 3 giáo sĩ cấp cao: Chủ phong cho Tân giám mục là đương kim Giáo hoàng, Giáo hoàng Gioan Phaolô II; hai vị giáo sĩ còn lại, trong vai trò phụ phong, gồm có Tổng giám mục Eduardo Martínez Somalo, Quốc vụ khanh Tòa Thánh và Tổng giám mục Duraisamy Simon Lourdusamy, Tổng Thư kí Thánh bộ Rao giảng Phúc Âm cho các Dân tộc. Tân giám mục chọn cho mình khẩu hiệu:FIAT VOLUNTAS TUA.
Sau gần hai năm làm giám mục phụ tá Ilorin, ngày 20 tháng 10 năm 1984, Tòa Thánh loan tin bổ nhiệm Giám mục Onaiyekan làm Giám mục chính tòa Giáo phận Ilorin, kế nhiệm Giám mục người Ireland William Mahony, S.M.A.. Sau sáu năm công tác tại đây, ngày 7 tháng 7 năm 1990, Tòa Thánh tiếp tục thông báo sẽ thuyên chuyển Giám mục Onaiyekan làm Giám mục Phó Giáo phận Abuja. Tại Ilorin, ông cũng giữ chức Giám quản Tông Tòa cho đến ngày 6 tháng 3 năm 1992.
Con đường thăng tiến của Giám mục Onaiyekan diễn tiến nhanh chóng sau đó, bằng việc kế nhiệm chức Giám mục chính tòa Abuja ngày 28 tháng 9 năm 1992, sau đó được thăng Tổng giám mục đô thành Abuja hai năm sau đó, vào ngày 26 tháng 3 năm 1994.
Ngoài các công việc ở giáo phận, ông cũng đảm nhiệm nhiều vai trò quan trọng khác tại quốc gia cũng như khu vực như: Chủ tịch Hội đồng Giám mục Nigeria (2000-2006), Chủ tịch Liên Hội đồng Giám mục các Quốc giá sử dụng Anh ngữ Tây Phi (2001-2009) và Chủ tịch Hội đồng Giám mục Phi Châu và Madagasca (2003-2007).
Qua Công nghị Hồng y được cử hành vào ngày 24 tháng 11 năm 2012, Giáo hoàng Biển Đức XVI đã thăng tước vị danh dự Hồng y cho Tổng giám mục John Olorunfemi Onaiyekan. Tân Hồng y thuộc Đẳng Hồng y Linh mục và Nhà thờ Hiệu tòa được bổ nhiệm là San Saturnino. Ngày 7 tháng 4 năm 2013, Tân Hồng y đã đến nhận nhà thờ Hiệu tòa của mình.
Onaiyekan được bổ nhiệm làm Giám quản Tông Tòa Giáo phận Ahira ngày 3 tháng 7 năm 2013 và giữ chức vụ này đến ngày 19 tháng 2 năm 2018. Ngày 9 tháng 11 năm 2019, Tòa Thánh chấp thuận đơn xin hồi hưu của ông vì lý do tuổi tác, theo Giáo luật.